# Stictonaclia agnes
Stictonaclia agnes är en fjärilsart som beskrevs av Charles Oberthür 1893. Stictonaclia agnes ingår i släktet Stictonaclia och familjen björnspinnare. Inga underarter finns listade i Catalogue of Life.